# Ypsolopha ustella
Ypsolopha ustella là một loài bướm đêm thuộc họ Ypsolophidae. Loài này có ở châu Âu.

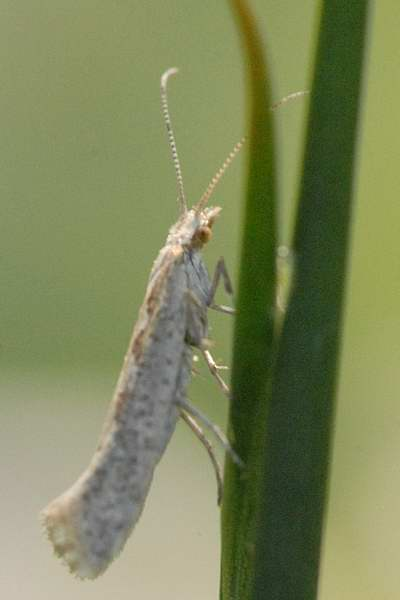

Sải cánh dài 15–20 mm. Con trưởng thành bay gần như cả năm tùy theo địa điểm.
Ấu trùng ăn sồi.

## Hình ảnh

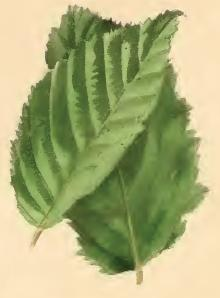
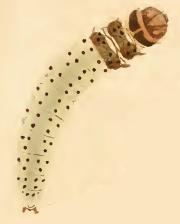
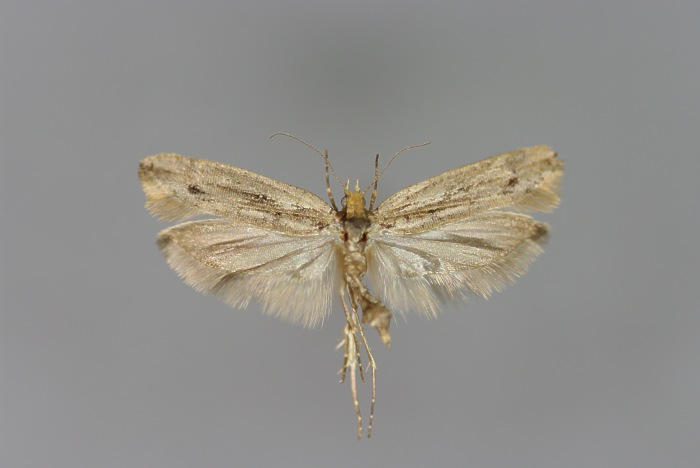
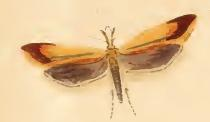